# 呂成海
呂成海（ヨ・ソンヘ、朝鮮語: 여성해、1987年8月6日 - ）は、韓国出身の元プロサッカー選手。現役時代のポジションはディフェンダー。

## 来歴
漢陽大学校在学時の2009年からJリーグ・サガン鳥栖の練習に参加しており、卒業後にそのまま鳥栖に入団。恵まれた体格を生かした守備で1年目からセンターバックのレギュラーに定着。2011年には31試合に出場し、鳥栖のJ1昇格に貢献した。
2014 FIFAワールドカップに伴うJリーグ中断期間中の2014年5月27日、鳥栖から慶南FCへの移籍が発表された。徴兵中にサッカーを続けるための移籍だという。
その後2015年から2年間の徴兵期間中は尚州にてプレーしていたが、所有権は引き続き慶南が保持していた。
2017年1月10日、松本山雅FCへの完全移籍が発表された。しかし試合出場がJ2リーグ開幕戦の対横浜FC戦と第97回天皇杯2回戦の対MD長崎戦の2試合（いずれも先発出場）のみで、その後はリーグ戦のベンチ入りが1度だけ（出場なし）で試合への出場機会がなかった。そしてシーズン中の7月10日、出場機会を求めザスパクサツ群馬へ完全移籍した。
2018年は古巣慶南に戻り、2019年途中より仁川ユナイテッドFCへ期限付き移籍した。
2020年、タイ・リーグ1のラーチャブリー・ミトポンFCへ移籍。

## 人物
流暢な日本語を話せるが、鳥栖時代のインタビューは通訳の金正訓を介して行っていた。本人の言っていない言葉を混ぜた金通訳の“意訳”に呂が「そんなこと言ってない」と突っ込みを入れることもよくあるという。
韓国に帰国後も自身のTwitterの投稿の多くは日本語である。

## 所属クラブ
ユース経歴
- 浦項製鉄東小学校
- 浦項製鉄中学校
- 安養工業高校
- 漢陽大学校

プロ経歴
- 2010年 - 2014年5月  サガン鳥栖
- 2014年6月 - 2016年  慶南FC
  - 2015年 - 2016年  尚州尚武FC（期限付き移籍）
- 2017年 - 同年7月 松本山雅FC
- 2017年7月 - 同年12月  ザスパクサツ群馬
- 2018年 - 2019年  慶南FC
  - 2019年  仁川ユナイテッドFC（期限付き移籍）
- 2020年  ラーチャブリー・ミトポンFC
- 2020年 - 2021年  スコータイFC
- 2021年  城南FC

## 個人成績
| 国内大会個人成績 | 国内大会個人成績 | 国内大会個人成績 | 国内大会個人成績  | 国内大会個人成績 | 国内大会個人成績 | 国内大会個人成績 | 国内大会個人成績 | 国内大会個人成績 | 国内大会個人成績 | 国内大会個人成績 | 国内大会個人成績 |
| 年度             | クラブ           | 背番号           | リーグ            | リーグ戦         | リーグ戦         | リーグ杯         | リーグ杯         | オープン杯       | オープン杯       | 期間通算         | 期間通算         |
| 年度             | クラブ           | 背番号           | リーグ            | 出場             | 得点             | 出場             | 得点             | 出場             | 得点             | 出場             | 得点             |
| 日本             | 日本             | 日本             | 日本              | リーグ戦         | リーグ戦         | リーグ杯         | リーグ杯         | 天皇杯           | 天皇杯           | 期間通算         | 期間通算         |
| ---------------- | ---------------- | ---------------- | ----------------- | ---------------- | ---------------- | ---------------- | ---------------- | ---------------- | ---------------- | ---------------- | ---------------- |
| 2010             | 鳥栖             | 20               | J2                | 25               | 0                | -                | -                | 2                | 0                | 27               | 0                |
| 2011             | 鳥栖             | 20               | J2                | 31               | 2                | -                | -                | 1                | 0                | 32               | 2                |
| 2012             | 鳥栖             | 20               | J1                | 27               | 1                | 5                | 0                | 1                | 0                | 33               | 1                |
| 2013             | 鳥栖             | 20               | J1                | 29               | 0                | 3                | 0                | 2                | 1                | 34               | 1                |
| 2014             | 鳥栖             | 20               | J1                | 10               | 0                | 3                | 0                | -                | -                | 12               | 0                |
| 韓国             | 韓国             | 韓国             | 韓国              | リーグ戦         | リーグ戦         | リーグ杯         | リーグ杯         | FA杯             | FA杯             | 期間通算         | 期間通算         |
| 2014             | 慶南             |                  | Kリーグ           | 20               | 1                |                  |                  |                  |                  |                  |                  |
| 2015             | 尚州尚武         |                  | Kリーグチャレンジ | 19               | 2                |                  |                  |                  |                  |                  |                  |
| 2016             | 尚州尚武         | 90               | Kリーグ           | 4                | 0                |                  |                  |                  |                  |                  |                  |
| 2016             | 慶南             | 20               | Kリーグチャレンジ | 8                | 0                |                  |                  |                  |                  |                  |                  |
| 日本             | 日本             | 日本             | 日本              | リーグ戦         | リーグ戦         | リーグ杯         | リーグ杯         | 天皇杯           | 天皇杯           | 期間通算         | 期間通算         |
| 2017             | 松本             | 2                | J2                | 1                | 0                | -                | -                | 1                | 0                | 1                | 0                |
| 2017             | 群馬             | 43               | J2                | 16               | 0                | -                | -                | 0                | 0                | 16               | 0                |
| 通算             | 日本             | 日本             | J1                | 66               | 1                | 11               | 0                | 3                | 1                | 80               | 2                |
| 通算             | 日本             | 日本             | J2                | 73               | 2                | -                | -                | 4                | 0                | 77               | 2                |
| 通算             | 韓国             | 韓国             | Kリーグ           | 24               | 1                |                  |                  |                  |                  |                  |                  |
| 通算             | 韓国             | 韓国             | Kリーグチャレンジ | 27               | 2                |                  |                  |                  |                  |                  |                  |
| 総通算           | 総通算           | 総通算           | 総通算            | 190              | 6                | 11               | 0                | 7                | 1                | 208              | 7                |

- J2リーグ初出場 - 2010年3月14日 J2第2節 vs ジェフユナイテッド千葉 (フクアリ)
- J2リーグ初得点 - 2011年9月4日 J2第4節 vs ガイナーレ鳥取 (とりスタ)
- J1リーグ初出場 - 2012年3月10日 J1第1節 vs セレッソ大阪 (ベストアメニティスタジアム)
- J1リーグ初得点 - 2012年9月22日 J1第26節 vs 柏レイソル (ベストアメニティスタジアム)

## 代表・選抜歴
- 2007年 韓国大学選抜
- 2009年 韓国大学選抜

### 注記
1. ↑  大韓民国国軍体育部隊傘下のサッカークラブである尚州尚武FC（Kリーグ所属）へ入団するためには、一定期間Kリーグのクラブに所属し、そこから移籍する必要があるため[2]。